# Pouillot à face rousse
Phylloscopus laetus
Espèce
Statut de conservation UICN

 LC  : Préoccupation mineure
Le Pouillot à face rousse (Phylloscopus laetus) est une espèce de passereaux appartenant à la famille des Phylloscopidae.

## Répartition
Cet oiseau est endémique des forêts d'altitude du rift Albertin.